# Скорцару-Ноу
Скорцару-Ноу (рум. Scorțaru Nou) — село у повіті Бреїла в Румунії. Входить до складу комуни Скорцару-Ноу.
Село розташоване на відстані 155 км на північний схід від Бухареста, 27 км на захід від Бреїли, 34 км на захід від Галаца.

## Населення
За даними перепису населення 2002 року у селі проживали 533 особи, усі — румуни. Усі жителі села рідною мовою назвали румунську.